# Унітарні одиниці Англії

Унітарні одиниці на карті Англії
(позначені червоним корольом)

Уніта́рні одини́ці А́нглії (англ. Unitary authorities of England) — адміністративно-територіальні утворення в Англії, керовані одним органом влади, що поєднує в собі функції та повноваження ради графства та районної ради.
Унітарні одиниці утворюються або шляхом додаткового додання районній раді неметропольного графства функцій і повноважень графства, або навпаки, раді графства додатково надають функції та повноваження району. Більшість унітарних одиниць Англії були утворені в період з 1995 по 1998 роки, інша частина 2009 року.
В Англії 55 унітарних одиниць.

## Географія
Унітарні одиниці як спосіб адміністративно-територіального устрою зустрічаються в усіх регіонах Англії, крім Великого Лондона, і мають розміри від 33 км² (Слау) до 5013 км² (Нортумберленд). По регіонах 55 унітарних одиниць розподілені таким чином:
- Південно-Східна Англія — 12 унітарних одиниць
- Південно-Західна Англія — 11 унітарних одиниць
- Північно-Східна Англія — 7 унітарних одиниць
- Східна Англія — 6 унітарних одиниць
- Північно-Західна Англія — 6 унітарних одиниць
- Йоркшир і Гамбер — 5 унітарних одиниць
- Іст-Мідлендс — 4 унітарні одиниці
- Вест-Мідлендс — 4 унітарні одиниці
- Великий Лондон — унітарні одиниці відсутні

Усі 55 унітарних одиниць включені до складу 30 з 48 церемоніальних графств Англії:
| - Бакінгемшир - Бедфордшир - Беркшир - Бристоль - Вілтшир - Герефордшир - Гемпшир - Глостершир - Дарем - Девон - Дербішир | - Дорсет - Ессекс - Кембриджшир - Кент - Корнуолл - Ланкашир - Лестершир - Лінкольншир - Нортумберленд - Ноттінгемшир - Рутленд | - Острів Вайт - Північний Йоркшир - Сомерсет - Стаффордшир - Східний Йоркширський Райдінг - Східний Суссекс - Чешир - Шропшир |